# مردگان متحرک (فصل ۴)
پخش فصل چهارم از سریال مردگان متحرک شبکه ای‌ام‌سی از ۱۳ اکتبر ۲۰۱۳ آغار شد و در ۱۶ قسمت ۳۰ مارس ۲۰۱۴ تمام شد. این فصل نیز مانند فصل‌های قبلی از روی کتاب مصوری با همین نام نوشته رابرت کرکمن، تونی مور و چارلی ادلرد ساخته شده‌است. این فصل از سریال با رکورد پر بیننده‌ترین سریال تاریخ شبکه‌های کابلی با ۱۶/۱ میلیون بیننده آغاز به کار کرد.

## بازیگران

### بازیگران اصلی این فصل
- اندرو لینکولن در نقش ریک گریمز
- چندلر ریگز در نقش کارل گریمز
- نورمن ریداس در نقش دریل دیکسون
- استیون ین در نقش گلن ری
- ملیسا مک براید در نقش کارول پلیتر
- لورن کوهن در نقش مگی گرین
- امیلی کینی در نقش بث گرین
- اسکات ویلسون در نقش هرشل گرین
- دانای گوریرا در نقش میشون
- دیوید موریسی در نقش فرماندار
- چاد کولمن در نقش تایریس
- سینکا مارتین-گرین در نقش ساشا
- لارنس گیلیارد جونیور در نقش باب استوکی
- آلانا ماسترسون در نقش تارا کامبلر
- مایکل کادلیتز در نقش آبراهام فورد
- جاش مک درمیت در نقش دکتر یوجین پورتر
- کریستین سراتوس در نقش رزیتا اسپینوسا
- برایتون شاربینو در نقش لیزی
- کندی کیلا در نقش میکا

## داستان
چند ماه از درگیری وودبری و اعضای زندان گذشته است، ریک رهبری را رها و به عهده شورایی که در زندان تشکیل یافته واگذار کرده و به همراه پسرش به کشاورزی در محوطه زندان می‌پردازد. اما بیماری آنفلوآنزا داخل زندان شیوع پیدا می‌کند و باعث مرگ زندانیان می‌شود که منجر به تبدیل آن‌ها به مرده متحرک می‌شود، از طرفی دیگر هجوم مرده‌ها پشت حصارها و وارد شدن فشار زیاد حصارهای زندان خراب می‌شوند. بعد از تهیه داروی آنفلوآنزا، تعمیر حصارها و از دست دادن تعداد زیادی از بازماندگان فرماندار گروه دیگری تشکیل داده و با یک نفر که قبلاً ارتشی بوده و توانایی استفاده از تانک را دارد برای تصاحب زندان اقدام می‌کند، او به ریک پیشنهاد می‌دهد تا زندان را ترک کنند ولی ریک مقاومت می‌کند، فرماندار منجر به قتل هرشل می‌شود و با تانک زندان را از بین می‌برند. بین نزاعی که بین آن‌ها اتفاق می‌افتد عدهٔ زیادی می‌میرند و در نهایت فرماندار کشته می‌شود. عده‌ای از اعضای زندان با اتوبوسی به راه میفتند و بقیه به صورت گروه‌های ۲ یا ۳ نفره پراکنده می‌شوند. اعضای اتوبوس کشته می‌شوند ولی بقیه به دنبال تابلوهایی که اطلاع از پناه گاهی که با دنبال کردن مسیر راه‌آهن به ترمینوس می‌رسید می‌دهد می‌روند. در بین راه ۳ نفر ارتشی که یکی از آن‌ها دانشمند بود و باید به واشینگتن می‌رساندنش تا راه درمان را پیدا کند به یکی از گروه‌های سه نفره ملحق می‌شوند. در پایان همه گروه‌های پراکنده در ترمینوس یکدیگر را ملاقات می‌کنند و دوباره گروهشان تکمیل می‌شود غافل از آن که کسانی که ترمینوس را در اختیار دارند افراد پناهنده به ترمینوس را گرفته و زندانی می‌کنند، آنها را نیز طی همین روال در واگنی زندانی می‌کنند ولی نمی‌دانند که "با بدکسانی درافتاده‌اند"؛ این آخرین دیالوگ این فصل بود که ریک گرایمز آن را به زبان آورد.

## بازخورد
نظر منتقدان دربارهٔ فصل چهارم مثبت بود. بر اساس ۳۳ نظر گردآوری شده توسط راتن تومیتوس، این مجموعه با %۸۸ آرا تاییدیه "Certified Fresh" را دریافت کرد؛ اعضای این سایت هم اظهار داشتند: "این فصل، به اندازه کافی هیجانی بود و پیشروی شخصیتهای فیلم هم با قوت جلو می‌رفت و آنقدر خون و خونریزی داشت که طرفداران فیلمهای با خشونت شدید را هم راضی کند، به همین خاطر است که مردگان متحرک یکی از بهترین فیلمهای ترسناک تلویزیون است". متاکریتیک هم بر اساس ۱۶ نظر به فصل چهارم، امتیاز ۷۵ از ۱۰۰ داد.
این مجموعه در بیستمین دوره اسکرین اَکتورز گیلد اَواردز(به انگلیسی: 20th Screen Actors Guild Awards)در بخش عملکرد برجسته کل بازیگران در یک مجموعه تلویزیونی نامزد شد.

## قسمت‌ها

### نیم فصل اول
| No. in series | No. in فصل | عنوان               | کارگردان          | نویسنده         | تاریخ پخش      | میانگین بیننده در آمریکا (millions) |
| ------------- | ---------- | ------------------- | ----------------- | --------------- | -------------- | ----------------------------------- |
| ۳۶            | ۱          | «سی روز بدون حادثه» | Greg Nicotero     | Scott M. Gimple | ۱۳ اکتبر ۲۰۱۳  | 16.11                               |
| ۳۷            | ۲          | «مبتلایان»          | Guy Ferland       | Angela Kang     | ۲۰ اکتبر ۲۰۱۳  | 13.94                               |
| ۳۸            | ۳          | «انزوا»             | Dan Sackheim      | Robert Kirkman  | ۲۷ اکتبر ۲۰۱۳  | 12.92                               |
| ۳۹            | ۴          | «بی تفاوتی»         | Tricia Brock      | Matthew Negrete | ۳ نوامبر ۲۰۱۳  | 13.31                               |
| ۴۰            | ۵          | «حبس شدن»           | David Boyd        | Channing Powell | ۱۰ نوامبر ۲۰۱۳ | 12.20                               |
| ۴۱            | ۶          | «طعمه زنده»         | Michael Uppendahl | Nichole Beattie | ۱۷ نوامبر ۲۰۱۳ | 12.00                               |
| ۴۲            | ۷          | «بار زیاد»          | جرمی پودسوا       | Curtis Gwinn    | ۲۴ نوامبر ۲۰۱۳ | 11.29                               |
| ۴۳            | ۸          | «از حد گذشته»       | ارنست دیکرسون     | Seth Hoffman    | ۱ دسامبر ۲۰۱۳  | 12.05                               |

### نیم فصل دوم
| No. in series | No. in فصل | عنوان         | کارگردان           | نویسنده         | تاریخ پخش     | میانگین بیننده در آمریکا (millions) |
| ------------- | ---------- | ------------- | ------------------ | --------------- | ------------- | ----------------------------------- |
| ۴۴            | ۹          | «پس از واقعه» | Greg Nicotero      | Robert Kirkman  | ۹ فوریه ۲۰۱۴  | ۱۵٫۷۶                               |
| ۴۵            | ۱۰         | «زندانیان»    | Tricia Brock       | اعلان‌نشده       | ۱۶ فوریه ۲۰۱۴ | ۱۳٫۳۴                               |
| ۴۶            | ۱۱         | «ادعا شده»    | Julius Ramsay      | اعلان‌نشده       | ۲۳ فوریه ۲۰۱۴ | ۱۳٫۱۲                               |
| ۴۷            | ۱۲         | «هنوز»        | Seith Mann         | اعلان‌نشده       | ۲ مارس ۲۰۱۴   | ۱۲٫۶۱                               |
| ۴۸            | ۱۳         | «تنها»        | Ernest Dickerson   | اعلان‌نشده       | ۹ مارس ۲۰۱۴   | 12.65                               |
| ۴۹            | ۱۴         | «بیشه»        | Michael Satrazemis | Scott M. Gimple | ۱۶ مارس ۲۰۱۴  | 12.87                               |
| ۵۰            | ۱۵         | «ما»          | دیوید اس. گویر     | اعلان‌نشده       | ۲۳ مارس ۲۰۱۴  | ۱۳٫۴۷                               |
| ۵۱            | ۱۶         | «واگن A»      | میشل مک‌لارن        | اعلان‌نشده       | ۳۰ مارس ۲۰۱۴  | 15.70                               |